# Столетняя липа (Ростов-на-Дону)
Столетняя липа – огромное дерево в Ростове-на-Дону во дворе дома № 2 на углу Адыгейской улицы и Кировского проспекта, оставшееся от бывшего семейного сада Манфановских.

## История и описание
По сведениям, полученным от дочери владельца дома, Елены Николаевны Манфановской  (умерла в 2003 году), дом  построен в 1902 году и одновременно рядом был устроен большой сад, куда выходила веранда одноэтажного дома.
Хозяин дома Николай Манфановский, отец Елены Николаевны, был любителем зелёных насаждений и создал для своей семьи уютный благоустроенный сад. За содержанием сада следил садовник, проживавший в доме.
Николай Манфановский работал в Ростовском отделении Волжско-Камского банка. Он активно участвовал в работе нескольких благотворительных организаций и был членом совета Общества садоводства, за что впоследствии получил звание личного почетного гражданина Ростова.
Липа – это единственное дерево, которое осталось от семьи  Манфановских. Сад в начале XX века простирался вдоль Кировского проспекта до Пушкинской улицы.
В 1912 году дом настроили вторым этажом. Растущая липа рядом с домом осталось нетронутой.
После муниципализации дома в начале 1920 годов началось планомерное уничтожение бывшего семейного сада. По Пушкинской улице построили четырехэтажный жилой дом, и территория сада стала внутриквартальным двором.
Липа уцелела во время  бомбардировок Великой Отечественной войны и сохранилась до наших дней.